# Buisson (Antey-Saint-André)
Pour les articles homonymes, voir Buisson.
Buisson est un hameau d'Antey-Saint-André, dans le bas Valtournenche, en Vallée d'Aoste.
Il est connu parce que sur son territoire se trouve le départ de la télécabine pour rejoindre le chef-lieu de Chamois, la commune la plus haute d'Europe, qui ne dispose d'aucun autre voie de communication, sauf une route non asphaltée à partir de La Magdeleine. 
Ce hameau est aussi connu pour ses campings.

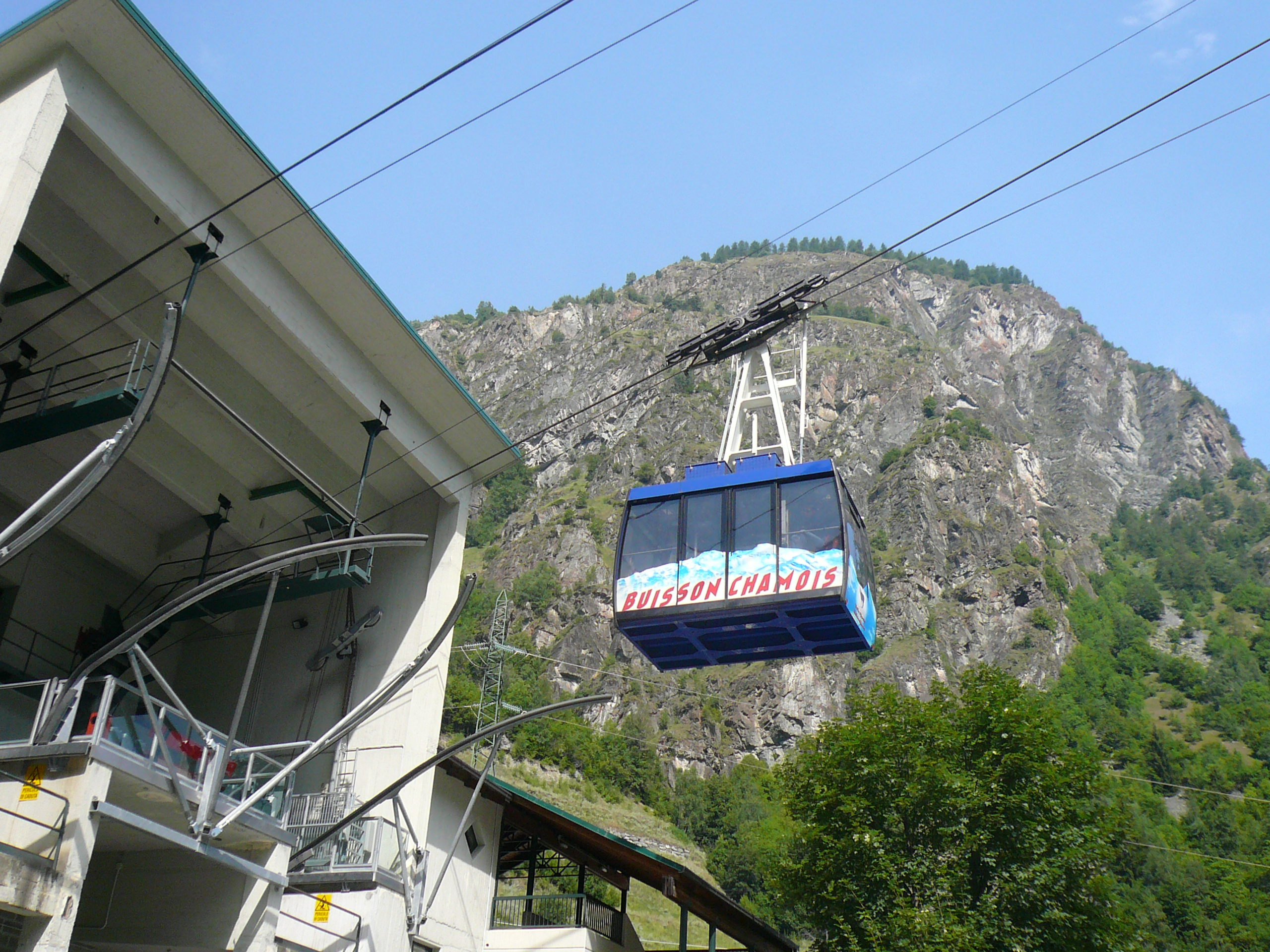
Le téléphérique pour Chamois au départ de Buisson